# Kheti I
Kheti (fl. XXII-XXI secolo a.C.) è stato un faraone appartenente alla IX dinastia egizia.

## Biografia
L'estrema scarsezza di fonti storicamente affidabili rende difficoltosa la conoscenza dei sovrani delle dinastie IX e X; solo il Canone Reale, peraltro estremamente frammentario in questa parte, fornisce qualche dato a cui si affiancano scarsi riscontri archeologici. Nel Canone Reale alle dinastie IX e X sembrerebbero corrispondere 18 posizioni nelle colonne IV e V ma solo i nomi di cinque sovrani sono ancora leggibili.
Kheti, o meglio Kheti (I) tenendo presente che almeno sette sovrani del periodo in questione sono conosciuti con lo stesso nome, fu dapprima nomarca di Eracleopoli ed in seguito, approfittando della debolezza dei sovrani menphiti (fine VIII dinastia) si attribuì i titoli della regalità.
Questo sovrano è documentato da un bacile di rame e dalla citazione di Eusebio di Cesarea:...Akhthoes, il primo di loro, più terribile di quanti c'erano stati in precedenza, causò mali a tutti gli abitanti dell'Egitto, ma poi diventò pazzo e fu ucciso da un coccodrillo.
Malgrado il titolo regale è quasi certo che Kheti (I) non ebbe alcun influenza sulle regioni del delta del Nilo (Basso Egitto) in quel periodo travagliate da ondate migratorie provenienti da est (Penisola del Sinai) e da incursioni dei nomadi libici provenienti da ovest.
Nel Canone Reale le prime due righe corrispondenti alla IX dinastia sono mancanti e quindi, accettando l'affermazione di Manetone e ponendo Kheti(I) all'inizio della sequenza (IV.18) è possibile che vi sia stato un successore di cui non rimane alcuna traccia.
È probabile che il regno di Kheti (I) sia stato coevo a quello di altri sovrani delle dinastie VIII e IX.

## Liste Reali
|            | \| \| \| non citato \| \| \| |
|            |                              |
| non citato |                              |
|            |                              |

|            |
| non citato |
|            |

|            | \| \| \| non citato \| \| \| |
|            |                              |
| non citato |                              |
|            |                              |

|            |
| non citato |
|            |

| HASH |

| HASH |

| HASH |

| HASH |

| HASH |

| HASH |

| HASH |

| HASH |

## Titolatura
Sul frammento di un bacile in rame, conservato presso il Museo del Louvre, è riportata la seguente titolatura:
|             |     |     |
| \| \| \| \| |     |     |
|             |     |     |
| F32 · X1    | M17 | M17 |

| F32 · X1 | M17 | M17 |

|                |    |     |     |
| \| \| \| \| \| |    |     |     |
|                |    |     |     |
| N5 · F34       | U6 | M17 | M17 |

| N5 · F34 | U6 | M17 | M17 |

|             |     |     |
| \| \| \| \| |     |     |
|             |     |     |
| F32 · X1    | M17 | M17 |

| F32 · X1 | M17 | M17 |

|                |    |     |     |
| \| \| \| \| \| |    |     |     |
|                |    |     |     |
| N5 · F34       | U6 | M17 | M17 |

| N5 · F34 | U6 | M17 | M17 |

| G5 |

| G5 |

| U6 | M17 | M17 | F34 · N17 · N17 |

| U6 | M17 | M17 | F34 · N17 · N17 |

| U6 | M17 | M17 | F34 · N17 · N17 |

| U6 | M17 | M17 | F34 · N17 · N17 |

| U6 | M17 | M17 | F34 · N17 · N17 |

| U6 | M17 | M17 | F34 · N17 · N17 |

| U6 | M17 | M17 | F34 · N17 · N17 |

| U6 | M17 | M17 | F34 · N17 · N17 |

| G16 |

| G16 |

| U6 | M17 | HASH |

| U6 | M17 | HASH |

| G8 |

| G8 |

| M23 · X1 | L2 · X1 |

| M23 · X1 | L2 · X1 |

| N5 · F34 | U6 | M17 | M17 |

| N5 · F34 | U6 | M17 | M17 |

| N5 · F34 | U6 | M17 | M17 |

| N5 · F34 | U6 | M17 | M17 |

| N5 · F34 | U6 | M17 | M17 |

| N5 · F34 | U6 | M17 | M17 |

| N5 · F34 | U6 | M17 | M17 |

| N5 · F34 | U6 | M17 | M17 |

| G39 | N5 |

| G39 | N5 |

| F32 · t | i | i |

| F32 · t | i | i |

| F32 · t | i | i |

| F32 · t | i | i |

| F32 · t | i | i |

| F32 · t | i | i |

| F32 · t | i | i |

| F32 · t | i | i |